# Livemmo
Livemmo è la sede e il principale abitato del comune italiano di Pertica Alta.

## Storia
Livemmo è un piccolo centro abitato di antica origine, storicamente appartenuto al territorio bresciano. È frazione del comune di Pertica Alta che è il capoluogo.
All'Unità d'Italia (1861) il comune di Livemmo, incluso nel circondario di Salò della provincia di Brescia, contava 308 abitanti.
Nel 1928 il comune di Livemmo venne fuso con i comuni di Bel Prato e Navono, formando il comune di Pertica Alta.
Nel 2022 è uno tra i 310 borghi e piccoli comuni destinatari di oltre 760 milioni di euro dei fondi previsti dal MiC per il Piano nazionale borghi, finanziato con il Pnrr, per investimenti per rigenerazione culturale, sociale ed economica. La Regione Lombardia ha selezionato e premiato la qualità della proposta di Livemmo, risultata la migliore sulle 32 lombarde, di cui 7 bresciane, erogando al borgo poco meno di 20 milioni di euro.

## Monumenti e luoghi d'interesse

### Edifici religiosi
- Chiesa Parrocchiale di San Marco Evangelista[5], sita in Piazza Angelo Piccini;

- Santuario di Sant'Andrea Apostolo[6], in località Barbaine;

- Oratorio di San Rocco al Passo di Santa Caterina[7], in via San Rocco.

### Siti archeologici
Forno Fusorio: nel luglio del 2004 è iniziata una attenta campagna di scavi guidata dall’archeologo Brogiolo dell'Università di Padova che ha riportato alla luce questa struttura, dai documenti risulta essere stata utilizzata dal 1573 al 1848. Il sito è visitabile.